# Dendrobium crystallinum
Dendrobium crystallinum är en orkidéart som beskrevs av Heinrich Gustav Reichenbach. Dendrobium crystallinum ingår i släktet Dendrobium, och familjen orkidéer. Inga underarter finns listade i Catalogue of Life.

## Bildgalleri

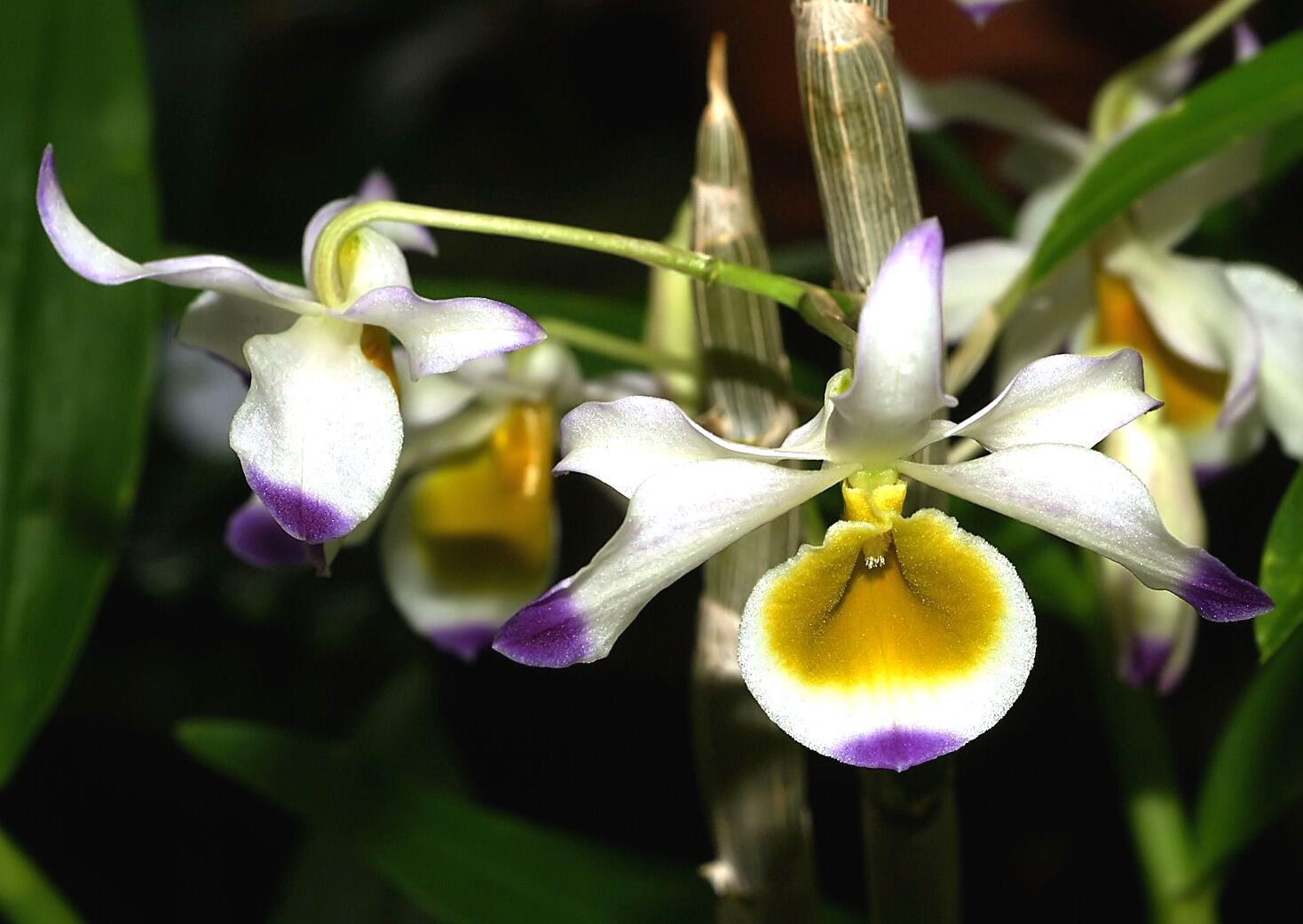
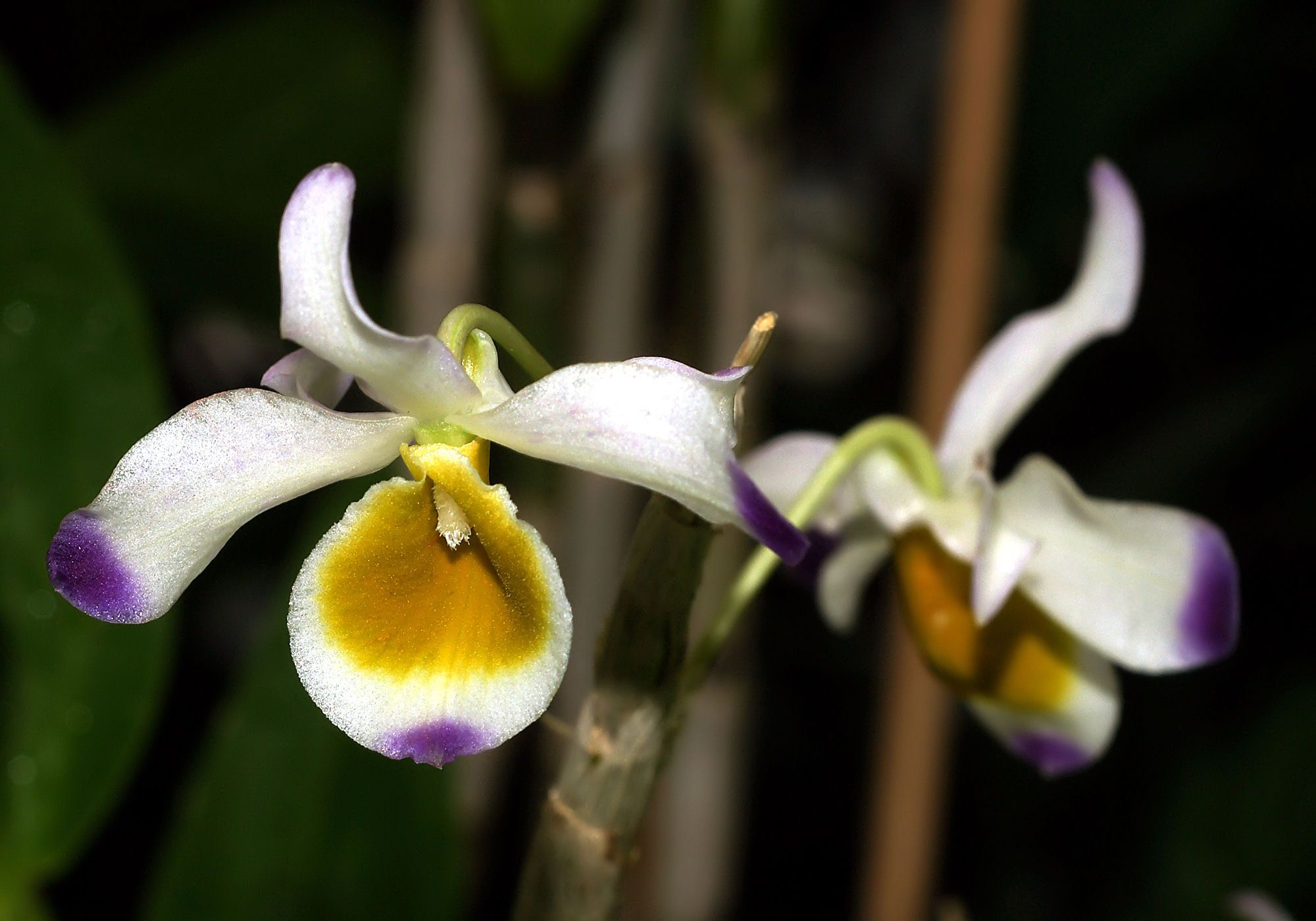
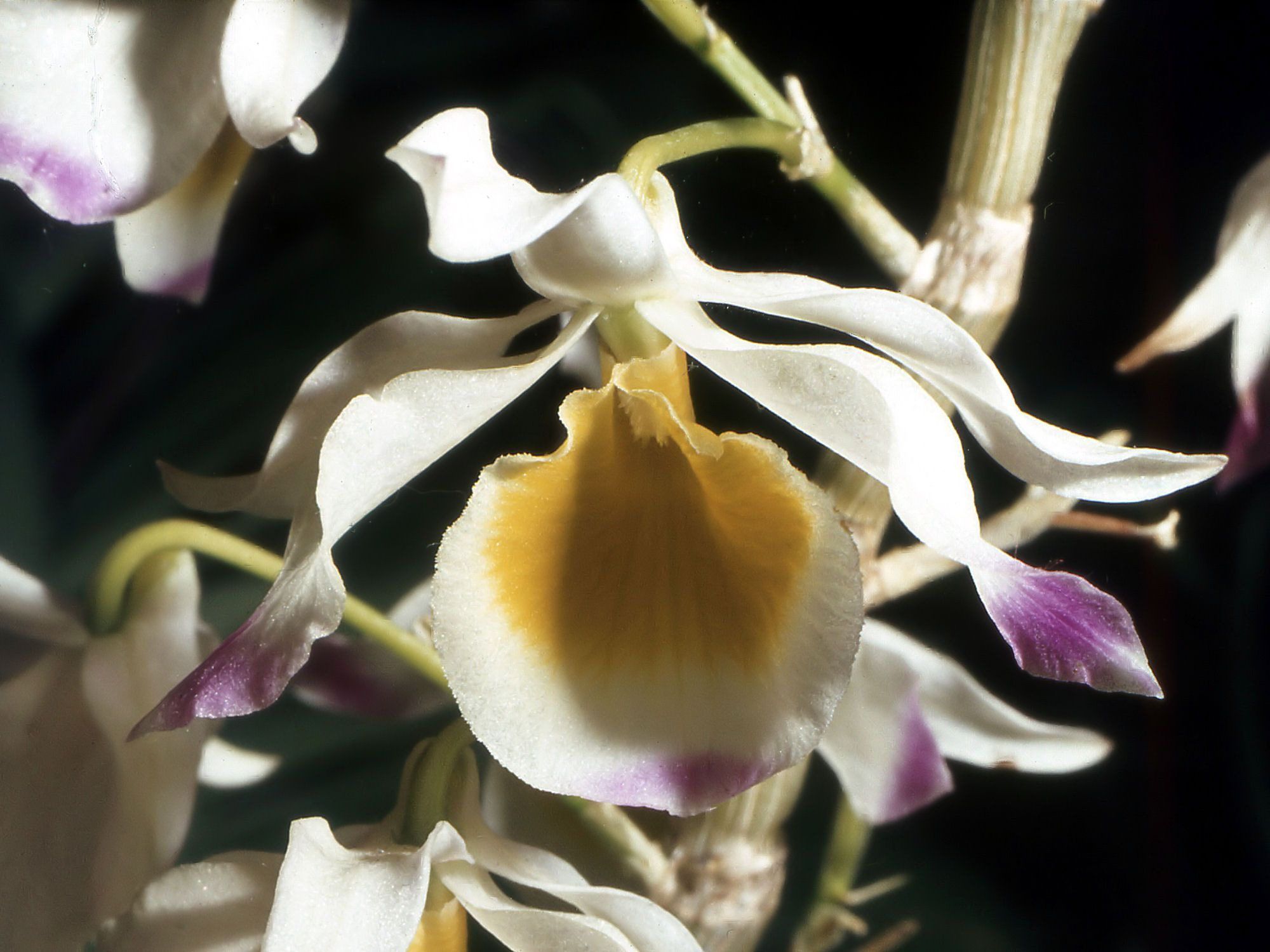
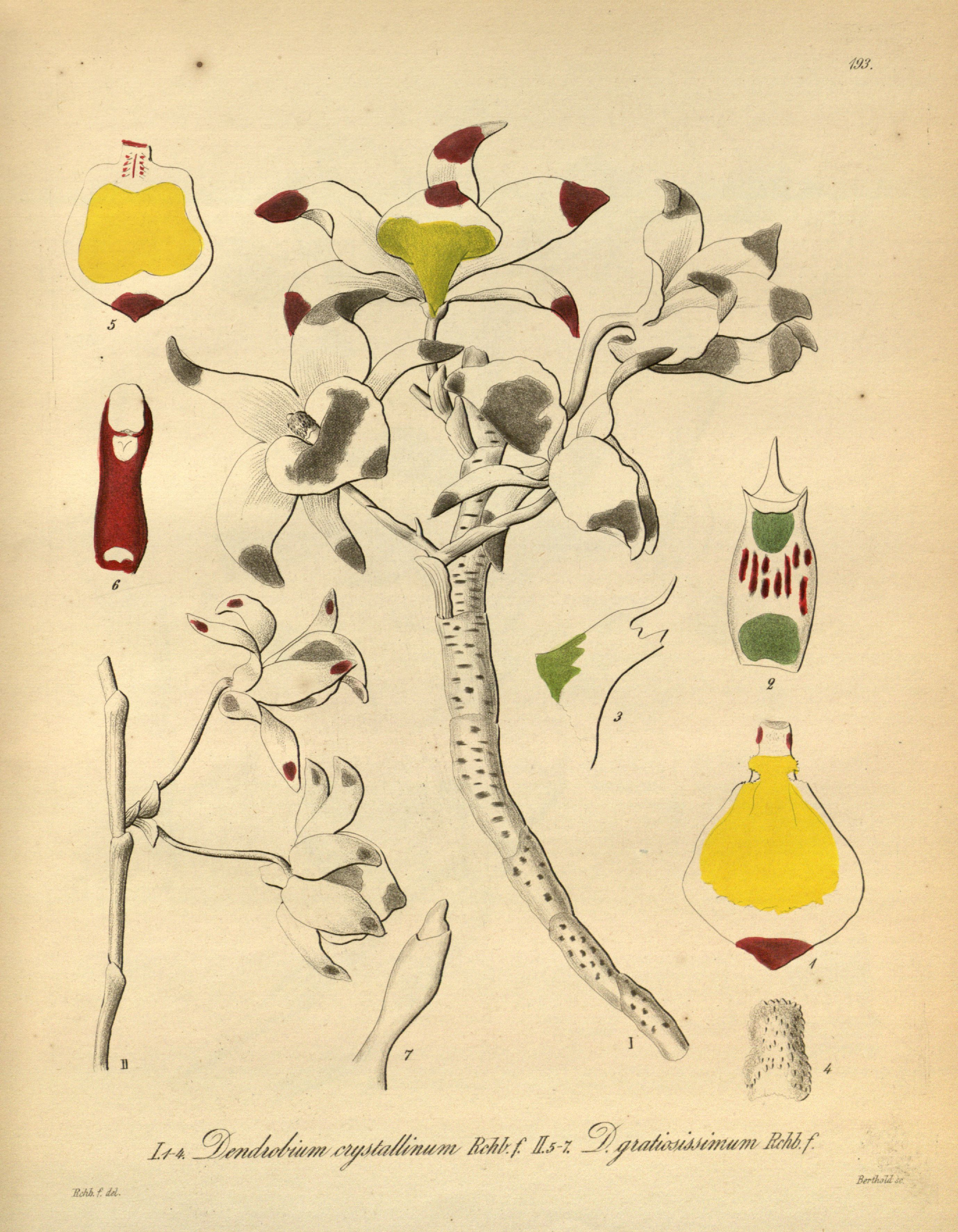